# 小野瀬忠兵衛
小野瀬 忠兵衛（小野瀨忠兵衞、おのせ ちゅうべえ、1899年（明治32年）8月21日 - 1977年（昭和52年）12月11日）は、日本の政治家、実業家。衆議院議員（3期）。

## 経歴
茨城県新治郡九重村生まれ、同県河内郡龍ケ崎町出身。旧制土浦中学校（現茨城県立土浦第一高等学校）、慶應義塾大学部理財科を卒業後、興亜製作所社長、茨城県塩業株式会社取締役。
次いで茨城県肥料卸商業組合、竜ヶ崎地方生活必需品配給統制組合、同食料品配給統制組合、同食糧営団格理事長。1946年（昭和21年）の第22回衆議院議員総選挙に茨城全県区から出馬し当選。衆議院経済安定委員長となり、茨城県司法保護委員。日本進歩党院内総務、民主党民情部長、民主自由党会計監督を務める。
のちに全国主食集荷協同組合連合会会長、社団法人全集連保証協会理事長、茨城倉庫社長、龍ヶ崎信用金庫理事長などを歴任。
長年、米穀集荷や肥料販売を行い業界団体の要職に就いて育成強化に尽したとして1960年（昭和35年）黄綬褒章受章。
1969年（昭和44年）秋の叙勲で勲三等旭日中綬章受章。
1977年（昭和52年）12月11日死去、78歳。死没日をもって正五位に叙される。